# Thalerommata macella
Thalerommata macella is een spinnensoort uit de familie Barychelidae. De soort komt voor in Colombia.